# Hanzo (Overwatch)
Hanzo Shimada (en japonés: 島田半蔵, Hepburn: シマダ・ハンゾー) es un personaje jugable que aparece en Overwatch, un videojuego de disparos en primera persona, estrenado en 2016 y desarrollado por Blizzard Entertainment. Aparte de en el propio juego, Hanzo también hace apariciones en otros contenidos relacionados al mundo de Overwatch, como cortos animados y cómics web.
Hanzo es japonés y el hermano mayor de otro personaje jugable del juego, Genji. Ambos hermanos pertenecieron al Clan Shimada, una familia ficticia del universo de Overwatch relacionada al crimen. Como se relata en la historia del juego, Hanzo fue forzado por los altos mandos del clan a matar a su hermano Genji por su incomepetencia. Hanzo obedeció, pero se lamentó mucho por lo que hizo por lo que denunció a su familia y huyó de Japón para viajar por el mundo, buscando redención de las acciones de su pasado. Dentro del juego, está clasificado dentro de los héroes de "daño", además de ser considerado un héroe de alta dificultad. Es un arquero cuyas capacidades incluyen trepar paredes, impulsarse en el aire, disparar ráfagas rápidas de flechas, revelar la posición de enemigos escondidos e invocar un par de dragones que arrasan todo a su paso.

## Desarrollo y diseño
Originalmente, Hanzo y su hermano Genji, fueron creados como un único cyborg-ninja, llamado Hanzo, quién estaba armado con un las armas de los hermanos, un arco y una espada. Debido a que los desarrolladores sentían que el diseño del personaje era demasiado exagerado y que tenía demasiados elementos ninja, decidieron separarlo en dos, Hanzo y Genji, obteniendo el primero, el arco, el nombre y la ropa del personaje original. Fue uno de los 12 héroes revelados durante la BlizzCon de 2014. En un principio se describió como un personaje con poca armadura, capaz de escalar paredes con sus propias manos y revelar la posición de los enemigos incluso a través de paredes.
Hanzo fue nombrado en honor a Hattori Hanzō, uno de los más famosos samurái. Hattori era también conocido como "Demonio Hanzo" debido a sus habilidades tácticas, apodo en el cual se inspiró el atuendo "Demonio", añadido al juego durante el evento "Overwatch Halloween Terrorífico", el cual se agregó temporalmente en octubre. La historia de Hanzo y Genji está inspirada en el documental Jiro Dreams of Sushi. Michael Chu, el escritor principal de Overwatch, describió la historia de Hanzo como "el será, no caerá en la oscuridad", y declaró que Hanzo es "muy interesante porque puede ser un héroe o un villano según tu punto de vista – yo pienso puede ser ambos al mismo tiempo, hay más cosas para investigar aún." En la versión latinoamericana del juego, Dan Osorio le da voz al personaje.

## Gameplay
Hanzo es clasificado como personaje de "daño" en Overwatch. Es un francotirador y utiliza como arma un arco nombrado como "Arco de Tormenta". Su arco tiene un número infinito de flechas que dispara sucesivamente. Mientras más lo tense , más daño harán sus flechas. Hanzo tiene dos habilidades donde utiliza su arco. La primera es "Flecha Sónica", que le permite a él y a sus compañeros ver la ubicación de aquellos enemigos que pasen dentro de una esfera transparente que se expande a partir del punto de impacto de la flecha. La otra habilidad es "Tormenta de Flechas", en la cual Hanzo despide 6 flechas en rápida sucesión, permitiéndole infligir una gran cantidad de daño en muy poco tiempo. Hanzo también puede usar "Embestir", habilidad que le permite desplazarse horizontalmente mientras está en el aire. Su habilidad definitiva es "Golpe Dragón"; la cual al activarla, Hanzo dispara una única flecha que libera dos dragones que viajan en línea recta, capaces de atravesar paredes y recorrer todo el mapa. Cualquier enemigo que se encuentre en el camino de los dragones recibirá un daño muy alto y continuo, que puede matar a personajes más débiles en pocos segundos. Hanzo también tiene una habilidad pasiva que le permite escalar paredes.

## Apariciones

### Overwatch
Según la biografía ficticia del personaje, Hanzo Shimada tiene 38 años y anteriormente estaba basado en la ciudad ficticia japonesa Hanamura.  Hanzo pertenece a la familia Shimada, un clan de asesinos. Como el hijo mayor de la familia, Hanzo estaba obligado a heredar el imperio Shimada de su padre, Sojiro Shimada. Desde temprana edad, fue entrenado para esa responsabilidad y mostró habilidad en artes marciales, arquería y esgrima. Tras la muerte de su padre, los ancianos del clan le ordenaron a Hanzo que enderezara a su hermano menor, Genji, que seguía un estilo de vida despreocupado y holgazán.  Cuando Genji se negó, los ancianos del clan obligaron a Hanzo a matarlo. Sin embargo, sin que él lo supiera, Genji fue salvada por la doctora de Overwatch, Angela Ziegler. El acto de matar a su hermano rompió el corazón de Hanzo y lo llevó a abandonar el clan. La tradición afirma que Hanzo actualmente viaja por el mundo, "tratando de restaurar su honor y poner a descansar a los fantasmas de su pasado". 

#### Animación
En mayo de 2016, Hanzo hizo su primera aparición en Dragones, la tercera en una serie de cortos animados. En resumen, Hanzo regresa al castillo de Shimada en Hanamura para honrar a su hermano Genji en el aniversario de su lucha y la aparente muerte de este último. A pesar de la presencia de numerosos guardias, puede vencerlos fácilmente antes de que puedan alertar a alguien más. Mientras hace ofrendas en el santuario de su hermano, un hombre aparece desde las sombras, a quien Hanzo presume que fue enviado a matarlo. Los dos pelearon de manera uniforme hasta que Hanzo, fuera de las flechas, intenta usar Dragonstrike para derrotar a su oponente. Para su sorpresa, el asesino también puede usar los dragones Shimada y los vuelve contra él. Derrotado, Hanzo acepta fríamente su muerte. El asesino salva a Hanzo y se revela como Genji, vivo después de todos estos años. El ninja cibernético le dice a Hanzo que lo ha perdonado por haber intentado matarlo. Cuando Genji intenta irse, Hanzo estira su arco, lo etiqueta como un tonto y afirma que "la vida real no es como las historias que [su] padre les contó". A pesar de esto, Genji dijo que todavía creía en su hermano y que tenía esperanza en él antes de irse. Cuando Genji se fue, Hanzo regresó para terminar su ofrenda. 

#### Literatura
Hanzo hizo su primera aparición en el cómic digital Reflejos, que se lanzó en diciembre de 2016. En el cómic, que se desarrolla durante la Navidad , Hanzo se representa con un estilo diferente a su apariencia en el juego. Esto incluye que use un arete y un piercing en la nariz , además de tener el pelo recortado. En el cómic, se lo ve mirando una tarta de fresas dentro de una tienda con un niño pequeño detrás de él.

### Heroes of the Storm
Hanzo se añadió al juego de batalla multijugador en línea Heroes of the Storm de Blizzard en diciembre de 2017, como parte del evento "Dragones del Nexo". El equipo de Hanzo en el juego es similar a sus habilidades de Overwatch, incluyendo la carga, la dispersión y el disparo sónico, la escalada por la pared y el Dragonstrike.

## Recepción
Poco después de que el juego salió, Hanzo fue descrito como un "favorito de los aficionados" por Matt Kim, de Inverse  y "uno de los personajes más coloridos" del reparto del juego de Emmanuel Maiberg de Motherboard. En la competencia de Twinfinite para "Gaming's Best 2017 Archer", Hanzo ganó en dos de cuatro categorías; "Arrow Variety" y "Fashion Style". Justing Chang declaró que "puede tomar mucho tiempo para aprender, pero una vez que lo hagas, vale la pena, y serás uno de los mejores francotiradores de tu equipo mientras juegas a Overwatch"".
El personaje ha recibido una recepción crítica positiva. VG247  se refirió a él como "el más cercano a un personaje ninja sigiloso" en Overwatch, señalando que sus habilidades lo hacen útil para encontrar y dispersar oponentes. Matt Whittaker de Hardcore Gamer escribió que Hanzo es "un francotirador cuyas flechas hacen daño masivo al contacto y es el tipo de héroe que necesita un poco de tiempo de práctica antes de sentirse totalmente cómodo", creyendo que el jugador que practica con él podrá derrotar fácilmente a sus oponentes.  Su habilidad "Ataque del Dragón" también ha sido bien recibida por poder matar al equipo contrario en segundos bajo las circunstancias correctas. 
Dentro de la comunidad de jugadores, los jugadores que seleccionan con frecuencia a Hanzo como su personaje a menudo se llaman despectivamente "Hanzo mains", ya que otros jugadores generalmente sienten que los "Hanzo mains" no son lo suficientemente hábiles con el personaje para contribuir al esfuerzo del equipo. Tales "Hanzo mains" son frecuentemente ridiculizados o se les dice que cambien a otros personajes. Algunos incluso han sido denunciados por comportamiento abusivo a través del sistema de Blizzard para seleccionar a Hanzo. Kotakuhabló con varios jugadores que juegan frecuentemente a Hanzo; Estos jugadores sintieron que Hanzo era uno de los personajes más equilibrados una vez que uno se vuelve hábil para jugarlo. Además, declararon que el odio hacia Hanzo es más probable porque otros jugadores sientan que un jugador de Hanzo es un buen chivo expiatorio cuando el equipo no es cohesivo.
El término "Hanzo main" también se ha utilizado fuera del contexto de Overwatch . Durante las elecciones presidenciales de 2016 en los EE. UU. , El Comité Molesto , creado por los creadores de Cards Against Humanity, creó una valla publicitaria que representaba a Donald Trump jugando a Overwatch que decía "Donald Trump se une a Hanzo y se queja de la competencia del equipo en el chat".  El término se popularizó aún más por un tuit viral en marzo de 2017, cuando una colegiala fue reprendida por su escuela por llamar a un compañero de clase "Hanzo main" por robar su lápiz.
Mateus Mognon creó la Iglesia Nacional Hanzo en Brasil en 2017 para honrar al personaje. Mognon declaró que creó la iglesia como una forma de arte de protesta para mostrar cuán ridículo es el sistema legislativo brasileño. Además, la razón por la que eligió a Hanzo en lugar de Lúcio o Mercy, personajes asociados con la curación en el juego, se debe a la semejanza del personaje con Jesús.
En mayo de 2017, el sitio web de redes sociales Tumblr analizó sus datos para determinar qué parejas de personajes en Overwatch eran las más populares. Los datos revelaron que Hanzo y McCree (McHanzo) fueron el emparejamiento más popular y que en todas las publicaciones relacionadas con el " envío ", se enviaron el 35% del tiempo.